# سرود ملی پاکستان
قومی ترانه (به اردو: قومی ترانہ)، سرود ملی کشور پاکستان است.

## تاریخچه
زمانی که پاکستان مستقل شد، سرود میهنی نداشت و از این رو، زمانی که پرچم پاکستان را بالا می‌بردند، ندای پاکستان زنده‌باد، آزادی پاینده‌باد را سر می‌دادند. پس از چندی، محمدعلی جناح سرودی برای پاکستان سرود ولی چون سرود او، پایهٔ مذهبی نداشت، برآن شدند که سرودی دیگر برای پاکستان بسرایند. این سرود جدید را به گونه‌ای سرودند که واژگان آن بین اردو و فارسی مشترک باشد و حتی از نظر دستوری نیز از دستور زبان فارسی پیروی می‌کند (تنها واژهٔ غیرفارسی در آن، واژهٔ هندی کا است). این سرود، سرودهٔ شاعر پاکستانی ابوالاثر حفیظ جالندهری است.